# Rolf Åsberg
Rolf Åsberg, född 1938 i Fuxerna, Lilla Edets kommun, är en svensk arkitekt, handlare och konstnär. Han har varit verksam inom både kyrklig och sekulär arkitektur. Åsberg har bland annat ritat kapellet på Hållö, Bryggcaféet i Bovallstrand samt ett flertal kyrkor runtom i Sverige.

## Biografi

### Uppväxt och utbildning
Rolf Åsberg tillbringade somrarna i Kungshamn där hans far, Paul Åsberg, var född. Fadern var pastor, vilket innebar att familjen flyttade mellan olika orter. Rolf Åsberg föddes i Lilla Edet och växte upp i bland annat Motala, Vänersborg och Sävedalen.
Han studerade arkitektur i Göteborg under 1960-talet och började med sitt första stora projekt att rita en pingstkyrka i Vänersborg vid 35 års ålder.

### Karriär och verk
Åsberg har främst arbetat i Bohuslän genom projekt som Bryggcaféet i Bovallstrand och kapellet på Hållö.
År 2009 omvandlades ett gammalt maskinhus på Hållö till ett kapell. Rolf Åsberg bidrog då utan arvode för att förverkliga detta projekt.
Rolf Åsberg har också engagerat sig i bevarandet av det rivningshotade vattentornet på Smögen.

### Engagemang och kulturliv
Parallellt med sitt arbete som arkitekt har Åsberg varit engagerad i konst- och utbildningssammanhang, både i Göteborg och Bohuslän. Han var en av de första styrelsemedlemmarna vid Dômen konstskola, som är belägen i Björngårdsvillan i Slottsskogen.
Han har även varit verksam som styrelseledamot i Gerlesborgsskolan.